# Ferdynand z Portugalii
Ferdynand z Portugalii (ur. 29 września 1402 w Santarém, zm. 5 czerwca 1443) – portugalski błogosławiony Kościoła katolickiego.

## Życiorys
Urodził się 29 września 1402 roku, a jego rodzicami byli król Jan I Dobry i królowa Filipa Lancaster. Po śmierci ojca w 1433 i śmierci administratora Joano Rodrigues de Sequeira, został mianowany przez brata Edwarda I Aviza, mistrzem i administratorem zakonu Avis. Zmarł 5 czerwca 1443 roku mając 40 lat w niewoli w Fezie.
Został beatyfikowany przez papieża Pawła II w 1470 roku, a w 1471 roku jego szczątki przeniesiono do klasztoru w Batalha.

## Ferdynand w literaturze
Losy Ferdynanda zostały przedstawione w dramacie autorstwa Pedro Calderona pt. "Książę Niezłomny", w którym zaprezentowany jest jako ucieleśnienie cnót rycerskich i chrześcijańskich.